# Cyphopterum adscendens
Cyphopterum adscendens är en insektsart som först beskrevs av Herrich-Schäffer 1835.  Cyphopterum adscendens ingår i släktet Cyphopterum och familjen Flatidae. Inga underarter finns listade i Catalogue of Life.